# Casa Antoni Amela
La Casa Antoni Amela és un edifici de Vilanova i la Geltrú (Garraf) protegida com a Bé Cultural d'Interès Local.

## Descripció
Es tracta d'un habitatge plurifamiliar entre mitgeres, de planta rectangular, que ocupa un extrem d'illa i té tres façanes a carrer. Es compon de planta soterrani, planta baixa i dues plantes pis sota coberta i accessible.
Les parets de càrrega són de paredat comú i totxo i els forjats de bigues de fusta.
La composició de la façana és simètrica amb portals d'arc rebaixat a la planta baixa i balcons del mateix arc a les plantes pis, els quals tenen, a la darrera planta, superior volada i amplada de llosa. El coronament està format per una cornisa i barana de terrat d'obra llisa.